# 凯尔格里斯特-莫埃卢
凯尔格里斯特-莫埃卢（法語：Kergrist-Moëlou，法語發音：[kɛʁɡʁist mwelu]）是法国阿摩尔滨海省的一个市镇，位于该省西南部，属于甘冈区。

## 地理
凯尔格里斯特-莫埃卢（48°18'34"N, 3°19'3"W）面积47.16 平方千米，位于法国布列塔尼大區阿摩尔滨海省，该省份为法国西北部沿海省份，位于布列塔尼半岛北部，北濒大西洋英吉利海峡，西接菲尼斯泰尔省，南至莫尔比昂省，东临伊勒-维莱讷省。
与凯尔格里斯特-莫埃卢接壤的市镇（或旧市镇、城区）包括：格洛梅勒、洛卡恩、梅勒卡赖、普卢盖内韦勒、普卢内韦坎坦、罗斯特勒南、圣尼科代姆、特雷马尔加特。

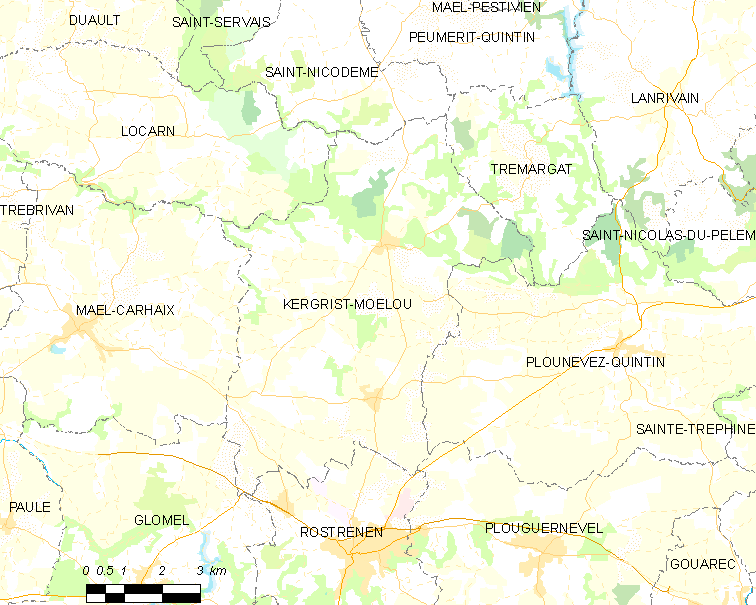
凯尔格里斯特-莫埃卢的OSM定位图

凯尔格里斯特-莫埃卢的时区为UTC+01:00、UTC+02:00（夏令时）。

## 行政
凯尔格里斯特-莫埃卢的邮政编码为22110，INSEE市镇编码为22087。

## 政治
凯尔格里斯特-莫埃卢所属的省级选区为罗斯特勒南县。

## 人口

1962-2008年间凯尔格里斯特-莫埃卢人口变化图示

凯尔格里斯特-莫埃卢于2022年1月1日时的人口数量为636人。